# Clypeola lappacea
Clypeola lappacea är en korsblommig växtart som beskrevs av Pierre Edmond Boissier. Clypeola lappacea ingår i släktet Clypeola, och familjen korsblommiga växter. Inga underarter finns listade i Catalogue of Life.